# 查尔斯·F·休斯号驱逐舰
查尔斯·F·休斯号驱逐舰（英語：USS Charies F. Hughes，舷号：DD-428），是美国海军于第二次世界大战前夕建造的一艘班森级驱逐舰，其舰名取自第四任美国海军作战部长查尔斯·弗雷德里克·休斯。该舰服役生涯平淡，主要于地中海和大西洋为船队提供护航，1969年，她被作为靶舰击沉。
查尔斯·F·休斯号驱逐舰由C·F·休斯女士冠名，于1940年5月16日在普吉特湾海军造船厂下水。1940年9月5日，该舰正式服役。

## 设计与装备
早期本森级驱逐舰的船体与西姆斯级驱逐舰相似，但尺寸的提升使得该舰可额外负载50至60吨。为避免局部受损导致全舰瘫痪，本森级配备了两套锅炉与烟囱系统，为该级明显特征。该舰建造时配备有5座单装5英寸38倍径主炮、6座单装.50机枪和2座五联装21英寸鱼雷发射管。随着战争的进行，舰上1座主炮和1座鱼雷发射管被拆除，防空火力则获得了提升，.50机枪最终被替换为博福斯40毫米高射炮与厄利孔20毫米机炮，反潜方面也加装了新型深水炸弹投射器。

## 服役历史

### 1941年
在加勒比地区完成训练任务后，查尔斯·F·休斯号于1941年4月3日抵达罗德岛州纽波特并在当地加入前往英国的支援舰队，随后她与其他驱逐舰一起护送运输舰跨越西大西洋。7月，她参与了盟军对冰岛的占领行动，期间救起了包括4名美国红十字会护士在内的14名挪威沉没货轮幸存者。10月16日，她又从一艘救生艇上救起了7名幸存者，他们均来自数天前被U-431号潜艇击沉的ON19船团下属哈特谢普苏特号货轮（SS HATASU）。

### 1942年
美国正式加入第二次世界大战后，查尔斯·F·休斯号主要在美国东岸近海、加勒比海、冰岛至纽约航线的大洋中部集合点等地为商船提供护航。4月30日至5月19日，她护送船团前往北爱尔兰贝尔法斯特，为该舰首次完整执行跨大西洋护航任务，随后她返航波士顿，继续其在西大西洋的常规护航工作。11月2日，她从纽约启程护送UGF 2船团前往支援火炬行动。18日，船团抵达卡萨布兰卡。此后，她又在附近海域执行了为期一个月的巡逻任务，随后返回美国本土继续执行常规护航。

### 1943年
1943年，查尔斯·F·休斯号主要执行UC及CU系列船团往返布里斯托尔湾和荷属东印度群岛的护送任务。2月15日，她参加的首支UC船团自伦敦德里港出发，但接下来的整个航程并不顺利，船团经常受到德国“狼群战术”袭扰。包括查尔斯·F·休斯号在内的护航船只全力保护运输船队，保证了航行初期船团损失并不严重，德国潜艇直至23日至24日晚才突破警报网取得战果。此次护航工作结束后，她继续护送卡萨布兰卡至纽约航线上的船团。

### 1944年
1944年1月4日，查尔斯·F·休斯号在弗吉尼亚州诺福克加入第八舰队，随队前往地中海支援经由北非海域攻击安齐奥的盟军部队。2月7日，她向北航行抵达那不勒斯。3月初，她参加了一系列安齐奥近海的炮击和护航任务，为美军地面部队提供了有力的支援。3月3日至4月4日，她前往北非近海护送前往直布罗陀的船队，随后返回安齐奥参加盟军在该地的最后一次进攻。
7月30日，查尔斯·F·休斯号抵达那不勒斯参加反潜与护航任务，积极备战龙骑兵行动。8月19日至20日夜，她在保护滩头阵地东翼时发现3艘试图突破防御网的德国S艇，船员随即操纵武器开火，击沉其中1艘并迫使其他2艘搁浅。登陆行动结束后，该舰回到西地中海护送船队。12月7日至16日，她在摩洛哥附近海域提供火力支援。

### 1945年及战后
1945年1月12日，查尔斯·F·休斯号返回美国本土并进入布鲁克林造船厂大修，完工后她又执行了一次前往瓦赫兰的护航任务，随后被调往太平洋战场。6月13日，该舰抵达乌利西环礁，此后直至战争结束，她都在该地至冲绳航线参与护航任务。9月2日，她在东京湾见证了《日本投降书》的签署。此后的两个月，她多次随舰队前往乌利西环礁和菲律宾，协助运送盟军士兵前往日本港口。11月3日，她自东京返航美国本土并于12月7日抵达南卡罗来纳州查尔斯顿。1946年3月18日，查尔斯·F·休斯号正式退役。
1969年3月26日，查尔斯·F·休斯号于弗吉尼亚州外海被作为靶舰击沉，同年6月1日，该舰从美国海军除籍。

## 荣誉
查尔斯·F·休斯号驱逐舰在第二次世界大战中共获得4枚战斗之星。

## 参与护航行动列表
| 护航船队     | 日期                    | 附录                             | 来源   |
| ------------ | ----------------------- | -------------------------------- | ------ |
| 第19特遣舰队 | 1941年7月1日至7日       | 英國入侵冰島后美国的军事部署行动 | [ 5 ]  |
| ON 18        | 1941年9月24日至10月2日  | 美国参战前自冰岛至纽芬兰         | [ 6 ]  |
| HX 154       | 1941年10月12日至19日    | 美国参战前自纽芬兰至冰岛         | [ 7 ]  |
| ON 30        | 1941年11月2日至9日      | 美国参战前自冰岛至纽芬兰         | [ 6 ]  |
| HX 162       | 1941年11月29日至12月7日 | 美国参战前自纽芬兰至冰岛         | [ 7 ]  |
| AT 18        | 1942年8月6日至17日      | 自纽约至克莱德湾                 | [ 8 ]  |
| UGF 2        | 1942年11月2日至18日     | 自切萨皮克湾至摩洛哥             | [ 3 ]  |
| UC 1         | 1943年2月15日至3月6日   | 自利物浦至库拉索                 | [ 9 ]  |
| CU 1         | 1943年3月20日至4月1日   | 自库拉索至利物浦                 | [ 10 ] |
| UC 2         | 1943年4月9日至23日      | 自利物浦至库拉索                 | [ 9 ]  |
| CU 2         | 1943年5月21日至6月5日   | 自库拉索至利物浦                 | [ 10 ] |
| UC 3         | 1943年6月10日至26日     | 自利物浦至库拉索                 | [ 9 ]  |
| CU 3         | 1943年7月11日至24日     | 自库拉索至克莱德湾               | [ 10 ] |
| UC 3A        | 1943年7月30日至8月10日  | 自利物浦至库拉索                 | [ 9 ]  |
| CU 4         | 1943年8月26日至9月9日   | 自库拉索至利物浦                 | [ 10 ] |
| UC 4         | 1943年9月15日至27日     | 自利物浦至库拉索                 | [ 9 ]  |

## 历任舰长
| 姓名       | 译名                 | 军衔 | 任职时间                 |
| ---------- | -------------------- | ---- | ------------------------ |
|            | 乔治·劳伦斯·梅诺卡尔 | 少校 | 1940年9月6日             |
|            | 本奈特·史密斯·科平   | 少校 | 1942年5月26日            |
|            | J·C·吉莱斯皮·威尔逊  | 中校 | 1943年9月29日            |
|            | 约翰·香农            | 中校 | 1944年12月-1946年3月18日 |
| 参考文献： |                      |      |                          |